# Арутюнян, Бабкен Арутюнович
Бабкен Арутюнович Арутюнян (арм. Հարությունյան Բաբկեն Հարությունի; 4 марта 1941, Ереван — 26 февраля 2013, там же) — советский и армянский историк, специалист по древней и средневековой истории Армении, исторической географии и картографии Армении и Передней Азии, а также проблемам хронологии истории Армении.  Доктор исторических наук, профессор, член-корреспондент НАН Армении

## Биография
Родился в семье уроженцев Вана, бежавших в годы Геноцида. В 1962 году окончил исторический, а в 1977 году юридический факультет Ереванского государственного университета. С 1967 года преподавал в ЕрГУ. В 1985—1988 был директором издательства «Ереван Университет», в 1993—2004 годах занимал должность декана факультета Истории ЕрГУ, а в 1997—2000 годах был зав. кафедрой Истории сопредельных стран Армении. С 2007 являлся Академик-секретарем НАН РА. В 1993—1994 годах преподавал также в высшем заведении по арменоведению в Бейруте, а в 1995—1996 годах — в Мичиганском университете.
В 1983 году защитил диссертацию на тему «Система административно-политического деления Великой Армении согласно „Ашхарацуйцу“».

### Награды и звания
- Профессор Ереванского государственного университета
- Академик Международной Академии по гуманитарным наукам
- Академик Европейской Академии по естественным наукам
- Заслуженный деятель науки Республики Армения (2009)
- Медаль Мовсеса Хоренаци (2006)
- Медаль «Альберта Швейцера»
- Орден «Catherine the Great»
- Золотая медаль Ереванского государственного университета

## Оценки
Американский историк-кавказовед Роберт Хьюсен называет Арутюняна одним из крупнейших специалистов армянской исторической географии.

## Труды
- Б. А. Арутюнян. Фальсификация на государственном уровне «Горис – 2010: сезон театра абсурда» – научно-политическая манипуляция главы администрации президента Азербайджана Рамиза Мехтиева // Вэм. — октябрь-декабрь 2010. — № 4 (32).

### Как соавтор
- Александр Искандарян, Бабкен Арутюнян, «Армения: „карабахизация“ национальной истории» в книге «Национальные истории в советском и постсоветских государствах.» /Под редакцией К. Аймермахера, Г. Бордюгова. Предисловие Ф. Бомсдорфа. Изд. 2-е, испр. и дополн. — М.: Фонд Фридриха Науманна, АИРО-ХХ, 2003. — 432 с., стр. 146—147